# WrestleMania X-Seven
WrestleMania X-Seven was een professioneel worstel-pay-per-viewevenement dat georganiseerd werd door de World Wrestling Federation. Dit evenement was de 17e editie van WrestleMania en vond plaats in het Reliant Astrodome in Houston op 1 april 2001.

## Wedstrijden
| Nr.                                                                          | Match | Winnaar(s)                   |
| ---------------------------------------------------------------------------- | --- | ---------------------------- |
| 1                                                                            | Chris Jericho (c) vs. William Regal in een één-op-één matchh voor het WWF Intercontinental Championship                                                               | Chris Jericho (c)            |
| 2                                                                            | Right to Censor (The Godfather, Val Venis & Bull Buchanan) (met Steven Richards) vs. Tazz & The APA (Bradshaw & Faarooq) (met Jacqueline) in een 6-man tag team match | Tazz & The APA               |
| 3                                                                            | Raven (c) vs. Kane vs. The Big Show in een Triple Threat Hardcore match voor het WWF Hardcore Championship                                                            | Kane (nc)                    |
| 4                                                                            | Test (c) vs. Eddie Guerrero (met Perry Saturn) in een één-op-één match voor het WWF European Championship                                                             | Eddie Guerrero (nc)          |
| 5                                                                            | Kurt Angle vs. Chris Benoit in een één-op-één match | Kurt Angle                   |
| 6                                                                            | Ivory (c) vs. Chyna in een één-op-één match voor het WWF Women's Championship                                                                                         | Chyna (nc)                   |
| 7                                                                            | Vince McMahon vs. Shane McMahon in een Street Fight match met Mick Foley (als speciale gast scheidsrechter)                                                           | Shane McMahon                |
| 8                                                                            | Dudley Boyz (Bubba Ray & D-Von) (c) vs. Hardy Boyz (Matt & Jeff) vs. Edge en Christian in een Tables, Ladders and Chairs match voor het WWF Tag Team Championship     | Edge & Christian (nc)        |
| 9                                                                            | 19-man Gimmick Battle Royal | The Iron Sheik               |
| 10                                                                           | Triple H vs. The Undertaker in een één-op-één match | The Undertaker               |
| 11                                                                           | The Rock (c) vs. Stone Cold Steve Austin in een No Disqualification match voor het WWF Championship                                                                   | Stone Cold Steve Austin (nc) |
| (c) huidige kampioen voor en na de match \| (nc) nieuwe kampioen na de match | |                              |